# Pločnik
Pločnik (serbisch-kyrillisch Плочник) ist ein Dorf in der Gemeinde Prokuplje im Süden Serbiens. Im Jahr 2002 lebten nach dem Zensus dort 182 Personen.
Bekannt ist der Ort durch die Schlacht bei Pločnik im Jahre 1386. Der osmanische Sultan Murad I. führte eine Armee gegen den serbischen Fürsten Lazar Hrebeljanović. Die Osmanen verloren die Schlacht, konnten aber einige Zeit später durch Verstärkung die Stadt Niš erobern.
Bei archäologischen Ausgrabungen in der Umgebung des Ortes wurde eine prähistorische Siedlung mit Gegenstände aus Kupfer, wie Beile und Meißel aus dem 6. vorchristlichen Jahrtausend gefunden. Diese der Vinča-Kultur zugerechneten Funde gelten derzeit als die ältesten verhütteten Kupferobjekte der Welt und sind bis zu 800 Jahre älter als die bisher bekannten jungsteinzeitlichen Funde.